# Szír ortodox pátriárka
Antiochia és Egész Kelet szír ortodox pátriárkája (szírül: ܦܛܪܝܪܟܐ ܕܐܢܛܝܘܟܝܐ ܘܕܟܠܗ̇ ܡܕܢܚܐ Paṭriarḵo ḏ-Anṭiuḵia waḏ-kuloh madnho), Antiochia püspöke, a szír ortodox egyház feje, mely Szent Szinódusának vezetője is. A tisztséget jelenleg II. Efrém Ignác tölti be 2014 óta, Szent Péter 122. örököseként.
Antiochia pátriárkai tisztségét a hagyomány szerint Szent Péter hozta létre. Hivatalosan ő felügyeli az antiochiai Apostoli Szentszéket is, azonban székhelye a szíriai Damaszkuszban van, mert az 1915-ös asszír népirtás idején menekülni kényszerült.
Tisztsége az egyike annak a háromnak (a kopt pápa és a római pápa mellett), amelyet a niceai zsinat a három "Péteri Szék" egyikeként ismert el. Ő Antiochia püspöke és primus inter pares ("első az egyenlők közt") a keleti egyházmegyék püspökei közt.

## Története
Az antiochiai egyházat a hagyomány szerint Péter apostol hozta létre 32-ben. A niceai zsinat idején már egyike a patriarchátusoknak, Alexandriával együtt. A khalkédóni zsinaton történtek után a katolikus egyház kettészakadt és létrejött a keleti ortodox egyház. Ezek vezetői voltak a kopt pápa (I. Dioszkorosz) és Szeverosz antiochiai pátriárka. Ők a kereszténység miafizita ágához tartoztak, akik Krisztusnak csak egy, isteni lényegét ismerik el, ellentétben a római pápával és a konstantinápolyi pátriárkával, akik kétlényegűek.
Emiatt 518-ban Szeveroszt Egyiptomba száműzték, az itteni katolikus közösség pedig elfogadta az új pátriárkát, Pált, akit a római pápa nevezett ki. Nem így a keleti ortodoxok, akik Szeveroszt egészen az 538-ban bekövetkezett haláláig legitim vezetőjüknek tekintették.
544-re a szír ortodox egyháznak csak három püspöke maradt, Szeverosz helyére pedig nem választottak senkit. Ebben az időben egy Jakob Baradai nevű pap Theodóra bizánci császárnéhoz utazott (aki maga is miafizita volt), majd közbenjárására I. Theodosius alexandriai pátriárka megbízta őt. Ezután bejárta a vidéket, hogy új életet leheljen a szír ortodox egyházba. Felszentelt 27 püspököt továbbá számtalan papot és diakónust. Ő szentelte fel Tellai Szergiuszt antiochiai pátriárkának, aki az első pátriárkája lett az önálló szír ortodox egyháznak. Az ő tevékenysége nyomán hívják a vallási irányzat követőit jakobita keresztényeknek is. A miafizita irányzat így hát feltámadt, de üldöztetésnek volt kitéve.
Sokáig a Malatya városában található kolostor volt a pátriárka székhelye, de az 1285-ben egy földrengésben elpusztult. Ekkor Sziszbe költözött, majd Mor Hananyóba, és 1933-ig ott is maradt.
1662-ben a pátriárka széke megürült, és ekkortól a római katolikusok ültek be a tisztségbe: András Akijánt 1677-ben VI. Gergely Péter Sahbaddin követte. A nem katolikusok ekkor egy ellenpátriárkát állítottak I. Abdulmasih személyében, aki VI. Gergely Péter unokaöccse volt. 1702-ben bekövetkezett halála után a katolikus vonal több évtizedre eltűnt, és csak 1782-ben, III. Mihály beiktatásával tért vissza. A feszültségek továbbra is megvoltak, és az ortodoxok, valamint a katolikusok közt továbbra is kiéleződtek az ellentétek.
A szír ortodox egyházat folyamatosan üldözték az arabok, a mongolok, a keresztesek, a mamlúkok és az oszmán-törökök is. 1915-ben az asszír népirtás során több mint 250 ezer szír ortodox keresztényt öltek meg az Oszmán Birodalomban. Számtalan falu elnéptelenedett, történelmi jelentőségű kolostorok és templomok pusztultak el. Emiatt a pátriárka is meneküli kényszerült, először a szíriai Homszba, majd 1957-től Damaszkuszba.
A szír ortodox egyház ma is a pátriárka irányítása alatt áll, és ma már párbeszédben áll a római katolikus és a keleti ortodox egyházakkal.

## Tisztsége
A pátriárkát Szent Péter örökösének tartják, Antiochia Szent Trónján. Ő, aki első a püspökök közt, irányítja a Szent Szinódust és elnököl az ülésein. Ő nevezi ki a mafriánt (aki eggyel alatta álló tisztséget tölt be) és szenteli fel a püspököket, akiket a Szent Szinódus megválasztott (két másik püspök közreműködésével). Püspökfelszentelési joga egyedül neki van, azt legfeljebb csak az engedélyével végezheti a mafrián vagy a többi püspök, ha nincs jelen. Krizmát kizárólag ő szentelhet.
Valamennyi okmányt ő jegyez ellen és ő a kizárólagos felhatalmazott a többi egyházzal való kapcsolattartásra. Egyházi rítusok bevezetésére, megváltoztatására, eltörlésére csak neki van joga. A szír ortodox kolostorok feletti felügyeletet is ő gyakorolja.
Megválasztásának az alábbi feltételei vannak:
- legyen a szír ortodox egyház tagja
- 40 évesnél idősebb legyen
- legyen nőtlen
- legyen a püspökök egyike (korábban az is előírás volt, hogy a szerzetesek közül kiemelkedett püspök legyen)
- a Szent Szinódus válassza meg és emelje fel, amelyen a mafrián elnököl, és amelyen valamennyi püspök szavazhat, akár levélben is
- az illetőnek közel-keleti származásúnak kell lennie
- vállalnia kell, hogy megtartja és erősíti a szír ortodox egyházat

A pátriárkának minden vagyonát át kell adnia az egyháznak. Ha meghal, a helyére 30 napon belül újat kell választani, hacsak valamilyen rendkívüli körülmény ezt nem teszi lehetővé. 

## Fordítás
Ez a szócikk részben vagy egészben  a   Syriac Orthodox Patriarch of Antioch and All the East című angol Wikipédia-szócikk ezen változatának fordításán alapul.  Az eredeti cikk szerkesztőit annak laptörténete sorolja fel. Ez a jelzés csupán a megfogalmazás eredetét és a szerzői jogokat jelzi, nem szolgál a cikkben szereplő információk forrásmegjelöléseként.